# Danilo Ilić
Danilo Ilić (en serbio cirílico: Данило Илић; Sarajevo, 27 de julio de 1890 - Sarajevo, 3 de febrero de 1915) fue un nacionalista serbobosnio implicado en la trama terrorista que asesinó al heredero a la corona del Imperio austrohúngaro, el archiduque Francisco Fernando, y a su esposa, la duquesa de Hohenberg Sofía Chotek, el 28 de junio de 1914 en Sarajevo, la capital de la Provincia imperial de Bosnia y Herzegovina.

## Biografía
Era hijo de Ilija, zapatero, y Stoj, lavandera. Quedó huérfano de padre a los cinco años. Completó la escuela primera y después comenzó a trabajar como zapatero. Después de buscar fortuna en otros oficios, como en el teatro, trabajó como transportista y cantero, profesión que le perjudicó seriamente la salud al provocarle una úlcera estomacal. De regreso a Sarajevo, obtuvo una beca estatal para estudiar en la Escuela Estatal de Profesores, enseñando posteriormente, en otoño de 1912, como profesor en escuelas de Bosnia, concretamente en Avtovac y Foča. Luego regresó a Sarajevo por enfermedad, donde trabajó en junio de 1913 como funcionario en el Banco Nacional de Serbia.
En 1913 se mudó a Belgrado, donde se unió como voluntario al ejército serbio, siendo admitido como enfermero, trabajando en un hospital de la ciudad de Veles, en la que se encontraban los soldados serbios heridos durante la segunda guerra de los Balcanes. Fue también en esta época en la que trabajó como periodista y se enroló en la sociedad secreta Mano Negra. [cita requerida]
Ilić regresó a Sarajevo en 1914 donde trabajó como editor de un periódico serbio local llamado Српска ријеч (trad. Palabra serbia). Allí se convirtió también en miembro de la organización nacionalista serbia Joven Bosnia (Mlada Bosna). Con apoyo de sus compañeros de la Mano Negra organizó el asesinato del heredero al trono austrohúngaro, el archiduque Francisco Fernando. Ilić 
fue quien planeó la entrega de las armas y materiales explosivos y reclutó a los participantes del atentado: Gavrilo Princip, Nedeljko Čabrinović, Vaso Čubrilović, Trifko Grabež, Muhamed Mehmedbašić y Cvjetko Popović.

## Asesinato de Sarajevo
A las 8 de la mañana del 28 de junio de 1914, Gavrilo Princip salió de la casa de Danilo Ilić, donde se hospedaba. Dos horas más tarde se esperaba la llegada a Sarajevo de Francisco Fernando y su mujer, la condesa Sofía Chotek. Desde las 9 de la mañana, Gavrilo Princip y sus compañeros habían tomado sus posiciones a lo largo del recorrido por el Embarcadero Appel, avenida principal de Sarajevo contigua al curso del río Miljacka; entre los puentes Ćumurija, Latino y el del Emperador sin ser revisados. Divididos por parejas, cada uno debía atacar al archiduque en el momento en que su coche alcanzara su posición,nota 27 procurando cada uno rematar el trabajo del otro por si fracasaba en su intento. Princip se encontraba a 200 metros de la primera posición, cerca del Puente Latino, pero Grabež era quien se encontraba más distante estando en el último puesto.
Ese intento de asesinar al archiduque fracasó estrepitosamente. Čabrinović (junto a Princip el más comprometido con el atentado) lanzó una bomba que erró en el objetivo; lo que unido al retardo de diez segundos, permitió que el coche en el que acudía el matrimonio saliera indemne gracias a la rápida acción de su conductor. No obstante, la bomba sí acertó en el siguiente vehículo, en el que se encontraban Eric von Merizzi como el conde Alexander von Boos-Waldeck, que resultaron heridos.
Tras la explosión, Mehmedbašić se dio a la fuga y los dos miembros más jóvenes del grupo también claudicaron y se retiraron del Embarcadero Appel. Todos los conspiradores se habían marchado de la escena del atentado, salvo Trifko Grabež y Gavrilo Princip. En tanto que Francisco Fernando había ordenado que se detuviera el coche en que venía, pues deseaba cerciorarse antes de partir hacia el Ayuntamiento que todos los heridos por el bombazo fuesen oportunamente atendidos.

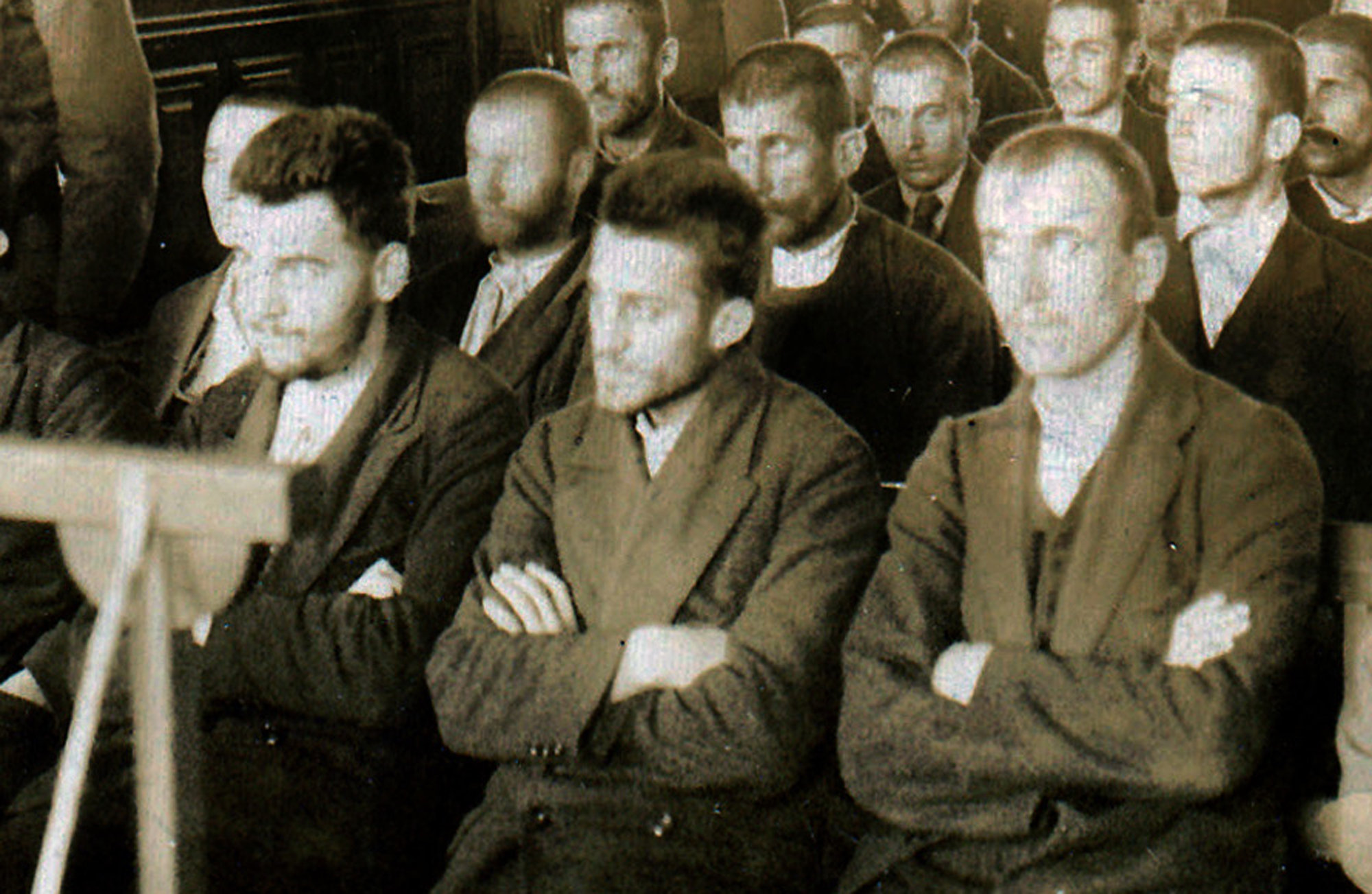
Danilo Ilić, tercero por la derecha, durante el juicio por el atentado.

Tuvo que ser unas horas más tarde, después de la visita del archiduque al Ayuntamiento, cuando la comitiva regresó sobre sus pasos sobre el embarcadero Appel, lugar del primer intento de asesinato. La caravana cruzó por el Puente del Emperador, en donde permanecía Trifko Gravež en una esquina, esperando que la caravana diese vuelta hacia el Konak, en dirección sur, para poder atacar; pero no fue así, los vehículos pasaron de largo y él ya no pudo hacer nada. A la altura del Puente Latino, en vez de seguirse todo derecho por la avenida, el primer coche de la caravana dio vuelta hacia el museo de la ciudad, en dirección norte, al tomar la calle Francisco José donde precisamente Gavrilo Princip estaba, luego el segundo; también el vehículo del archiduque dio vuelta a la derecha, tal y como se había contemplado en el programa inicial de la visita.
Los dos primeros vehículos atravesaron la concurrida calle en medio del vitoreo de los sarajevinos y, cuando el coche del archiduque también dio vuelta en esa calle, fue ahí cuando Potiorek amonestó al chofer del archiduque, Leopoldo Lojka, avisándole que iba por el camino equivocado ya que en realidad se dirigían al hospital del cuartel militar y le ordenó expresamente que frenase. Sin pensarlo dos veces, Lojka hizo caso al llamado del gobernador, detuvo el auto poco más adelante de donde Princip estaba y echó marcha atrás para regresar a la avenida; pero como la reversa del coche era lenta, Gavrilo Princip, que tenía en frente a Francisco Fernando, disparó contra el coche, matando a la pareja.
Princip fue detenido de inmediato. En cuanto a Danilo Ilić, este fue dado el alto por la policía austro-húngara en un control rutinario horas después del magnicidio. Al verse acorralado, Danilo admitió su participación en el atentado y fue detenido, siendo declarado culpable del crimen. Todos los acusados fueron recluidos en la Prisión Militar de Sarajevo, donde se celebró el juicio entre los días 12 y 23 de octubre. Por aquel entonces, en la Ley húngara, la pena capital impedía que aquellas personas menores de veinte años, que hubieran cometido un crimen, pudieran ser ejecutadas. Ese caso se aplicó a Nedeljko Čabrinović, Gavrilo Princip y Trifko Grabež, que recibieron la pena máxima de veinte años, mientras que Vaso Čubrilović obtuvo 16 años y Cvjetko Popović 13 años. Ilić, Veljko Čubrilovic y Miško Jovanović, que sí cumplían dicha premisa, por su ayuda a los asesinos a matar, fueron ahorcados en el cuartel de Sarajevo el 3 de febrero de 1915.
Los cuerpos de los hombres ahorcados fueron enterrados en secreto por orden de las autoridades austrohúngaras. La ubicación del nicho en el que se encontraban fue desconocida hasta que el testimonio de un molinero informó de ellos, pues había sido testigo del enterramiento en una fosa en la localidad de Nahorevo. Los cuerpos fueron exhumados después de la Primera Guerra Mundial y transferidos a una fosa común en el cementerio viejo de Serbia, para más tarde, en 1939, pasar a ser guardados en la Capilla de los Héroes de Vidovdan, en Sarajevo.